# Rząd Wołodymyra Hrojsmana
Rząd Wołodymyra Hrojsmana – rząd Ukrainy funkcjonujący od 14 kwietnia 2016 do 29 sierpnia 2019.
Gabinet powstał w trakcie VIII kadencji Rady Najwyższej, po tym gdy w lutym 2016 doszło do rozpadu koalicji rządowej popierającej poprzedni gabinet. Urzędujący premier Arsenij Jaceniuk 10 kwietnia 2016 zapowiedział swoją dymisję. Jego ugrupowanie Front Ludowy oraz partia prezydenta Blok Petra Poroszenki zawiązały nową koalicję rządową. Na nowego premiera wysunięto dotychczasowego przewodniczącego Rady Najwyższej Wołodymyra Hrojsmana, reprezentującego BPP. Nowy gabinet w parlamencie uzyskał także poparcie dwóch poselskich frakcji oligarchicznych. Rząd został zatwierdzony i rozpoczął urzędowanie 14 kwietnia 2016. Nieobsadzone w gabinecie pozostało stanowisko ministra zdrowia (na czele resortu stawali kolejni p.o. ministra).
17 maja 2019 Front Ludowy ogłosił zerwanie koalicji, co było taktycznym zabiegiem mającym uniemożliwić nowo wybranemu prezydentowi Wołodymyrowi Zełenskiemu rozwiązanie parlamentu. Ostatecznie jednak prezydent rozwiązał parlament, a wybory parlamentarne z 21 lipca zakończyły się zwycięstwem jego partii Sługa Ludu. 29 sierpnia 2019 gabinet został zastąpiony przez rząd Ołeksija Honczaruka.

## Skład gabinetu
| Funkcja                                                                         | Imię i nazwisko |
| ------------------------------------------------------------------------------- | --- |
| Premier                                                                         | Wołodymyr Hrojsman |
| Pierwszy wicepremier, minister rozwoju gospodarczego i handlu                   | Stepan Kubiw |
| Wicepremier, minister rozwoju regionalnego, budownictwa i gospodarki komunalnej | Hennadij Zubko |
| Wicepremier ds. integracji z UE i NATO                                          | Iwanna Kłympusz-Cyncadze |
| Wicepremier                                                                     | Wjaczesław Kyryłenko |
| Wicepremier                                                                     | Wołodymyr Kistion |
| Wicepremier                                                                     | Pawło Rozenko |
| Minister spraw zagranicznych                                                    | Pawło Klimkin |
| Minister spraw wewnętrznych                                                     | Arsen Awakow |
| Minister oświaty i nauki                                                        | Lilija Hrynewycz |
| Minister finansów                                                               | Ołeksandr Danyluk (do czerwca 2018) Oksana Markarowa (od czerwca 2018, do listopada 2018 jako p.o.)                                    |
| Minister młodzieży i sportu                                                     | Ihor Żdanow |
| Minister polityki rolnej                                                        | Taras Kutowy (do listopada 2018) Maksym Martyniuk (p.o., od listopada 2018 do lutego 2019) Olha Trofimcewa (p.o., od lutego 2019)      |
| Minister energetyki i przemysłu węglowego                                       | Ihor Nasałyk |
| Minister kultury                                                                | Jewhen Nyszczuk |
| Minister infrastruktury                                                         | Wołodymyr Omelan |
| Minister sprawiedliwości                                                        | Pawło Petrenko |
| Minister obrony                                                                 | Stepan Połtorak |
| Minister polityki społecznej                                                    | Andrij Rewa |
| Minister środowiska                                                             | Ostap Semerak |
| Minister polityki informacyjnej                                                 | Jurij Steć |
| Minister ds. terytoriów czasowo okupowanych i osób przesiedlonych wewnętrznie   | Wadym Czernysz |
| Minister gabinetu ministrów                                                     | Ołeksandr Sajenko |
| Minister spraw weteranów                                                        | Iryna Friz (od listopada 2018) |
| Minister zdrowia                                                                | Ołeksandra Pawłenko (p.o., do kwietnia 2016) Wiktor Szafranski (p.o., od kwietnia do lipca 2016) Ulana Suprun (p.o., od sierpnia 2016) |